# مارستارگان
مارستارگان (نام علمی: Ophiuridae) نام یک تیره از راسته مارستاره‌سانان است.